# 奇维泰拉圣保罗
奇维泰拉圣保罗（義大利語：Civitella San Paolo），是意大利拉齐奥大区罗马首都广域市的一个市镇。总面积20.52平方公里，人口1947人，人口密度94.9人/平方公里（2009年）。ISTAT代码为058033。